# 匈牙利裔美国人
匈牙利裔美国人，指具有匈牙利血统的美国人。匈牙利裔总人口1,546,654 (2009)，占美国总人口的0.5% 。

## 主要分布地区
美国匈牙利裔人口较多的州依次为：
- 俄亥俄州 203,417
- 纽约州	137,029
- 加州	133,988
- 宾夕法尼亚州   	132,184
- 新泽西州	115,615
- 密歇根州	98,036
- 佛罗里达州	96,885